# Palau de Zea-Salvatierra
El Palau de Zea-Salvatierra és un edifici barroc situat a la ciutat de Màlaga, Espanya. Es tracta d'una edificació residencial de finals del segle xvii i principis del xviii, ubicada en el centre històric, en el carrer Cister, 1. La va fer construir la senyora Maria Salvatierra, vídua del capità Blas de Zea Merino. Fou propietat del prevere Francisco de Zea Salvatierra, al qual correspon l'escut de la porta. Després fou seu de l'Ajuntament de Màlaga, sent assaltat durant la revolució de 1868. Posteriorment fou la seu de Correus. Avui és propietat dels hereus de José Gálvez Ginachero. L'interior, que fou remodelat en el s.XIX, està organitzat al voltant d'un pati format per arcs sobre columnes de marbre i capitells corintis. En el lateral esquerr hi ha l'escala principal. A l'exterior destaca la portada de pedra de dues plantes, decorada amb els escuts dels fundadors de la casa i més amunt un frontó corb. El balcó té un marc barroc i està suportat per un fris de tríglifs projectats cap a fora.